# Бергман (лунный кратер)
Кратер Бергман (лат. Bergman) — небольшой ударный кратер в бассейне кратера Менделеев на обратной стороне Луны. Название дано в честь шведского химика и минералога Торберна Улафа Бергмана (1735—1784) и утверждено Международным астрономическим союзом в 1976 г.

## Описание кратера

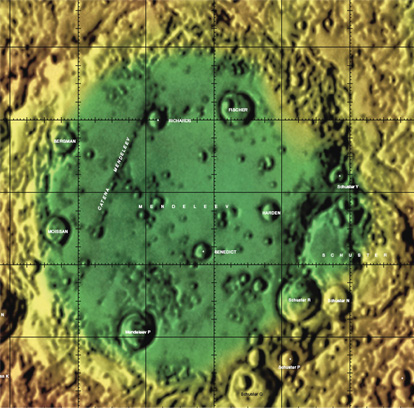
Фрагмент карты LAC-66.

Ближайшими соседями кратера являются кратер Резерфорд на севере; кратер Ричардс на востоке-северо-востоке; кратер Муассан на юге и кратер Ветчинкин на западе-северо-западе. 

Селенографические координаты центра кратера — 6°58′ с. ш. 137°29′ в. д. / 6,97° с. ш. 137,49° в. д., диаметр — 22,5 км, глубина — 1,8 км.

Кратер имеет чашеобразную форму с плоским дном, практически не разрушен. Высота вала над окружающей местностью составляет около 800 м, объем кратера приблизительно 270 км³. Западная часть чаши кратера покрыта осыпью пород, восточная часть свободная.

## Сателлитные кратеры
Отсутствуют.